# Filip Noga
Filip Noga, znany również jako Philippe Nogga (ur. 1867 lub 1868 w Shirokë, zm. 1917 w Dubrowniku) – albański publicysta, minister finansów Albanii w 1914 roku.

## Życiorys
W latach 1898–1890 uczył się w szkole handlowej w Wiedniu, następnie pracował w Stambule w sektorze finansowym i jednocześnie był publicystą pracującym dla francuskiego wydawnictwa Liberté.
W 1913 roku reprezentował Albanię w Londynie, gdzie podpisano traktat kończący I wojnę bałkańską.
Od 20 maja do 3 września 1914 pełnił funkcję ministra finansów Albanii. Po wybuchu I wojny światowej przeniósł się do Wiednia.
Zmarł w 1917 roku podczas podróży w Dubrowniku.